# ISO 3166-2:EH
ISO 3166-2:EH
この記事は、ISOのISO 3166-2規格のうち、EHで始まるものの一覧であり、西サハラの行政区分のコードである。最初のEHはISO 3166-1による西サハラの国名コード。ISO 3166-2:EHに対応する行政区分コードの割り当てはない。